# Hải Lựu
Hải Lựu là một xã thuộc huyện Sông Lô, tỉnh Vĩnh Phúc, Việt Nam.
Xã Hải Lựu có diện tích 10,23 km², dân số năm 1999 là 6016 người, mật độ dân số đạt 588 người/km².

## Văn Hoá, Lễ hội
- Lễ hội chọi trâu Hải Lựu

## Danh Nhân
- Hà Văn Chúc